# Leif Wikström
Leif Gordon Wikström (Lysekil, 18 de agosto de 1918 – 27 de janeiro de 1991) foi um velejador sueco, campeão olímpico. Ele competiu nos Jogos Olímpicos de Verão de 1956 na classe Dragon e conquistou a medalha de ouro a bordo do Slaghöken II, ao lado de Folke Bohlin e Bengt Palmquist.